# Cystostemon macranthera
Cystostemon macranthera là loài thực vật có hoa trong họ Mồ hôi. Loài này được (Gürke) A.G.Mill. & Riedl mô tả khoa học đầu tiên năm 1982.